# Trikentrion muricatum
Trikentrion muricatum är en svampdjursart som först beskrevs av Peter Simon Pallas 1766.  Trikentrion muricatum ingår i släktet Trikentrion och familjen Raspailiidae. Inga underarter finns listade i Catalogue of Life.